# Karolína Plísková
Karolína Plisková (o Plíšková, pronunciació en txec: [ˈkaroliːna ˈpliːʃkovaː], Louny, el 21 de març de 1992) és una jugadora txeca de tennis. Va esdevenir número 1 del rànquing individual femení amb només 25 anys i malgrat no haver guanyat cap títol de Grand Slam fins aquell moment. La seva germana bessona Kristýna també és tennista professional i han disputat diversos torneigs juntes en categoria de dobles, de fet, van esdevenir les primeres germanes bessones a guanyar un títol de dobles en la història de la WTA.
Plísková ha guanyat al llarg de la seva carrera setze títols individuals i cinc títols de dobles al circuit WTA, així com deu títols individuals i sis títols de dobles en el circuit femení ITF. Com a júnior, Plísková va guanyar en individuals el torneig Open d'Austràlia 2010, derrotant Laura Robson en la final. Jugant la Copa Federació per a la República Txeca va aconseguir el títol en les edicions de 2015 i 2016.

## Biografia

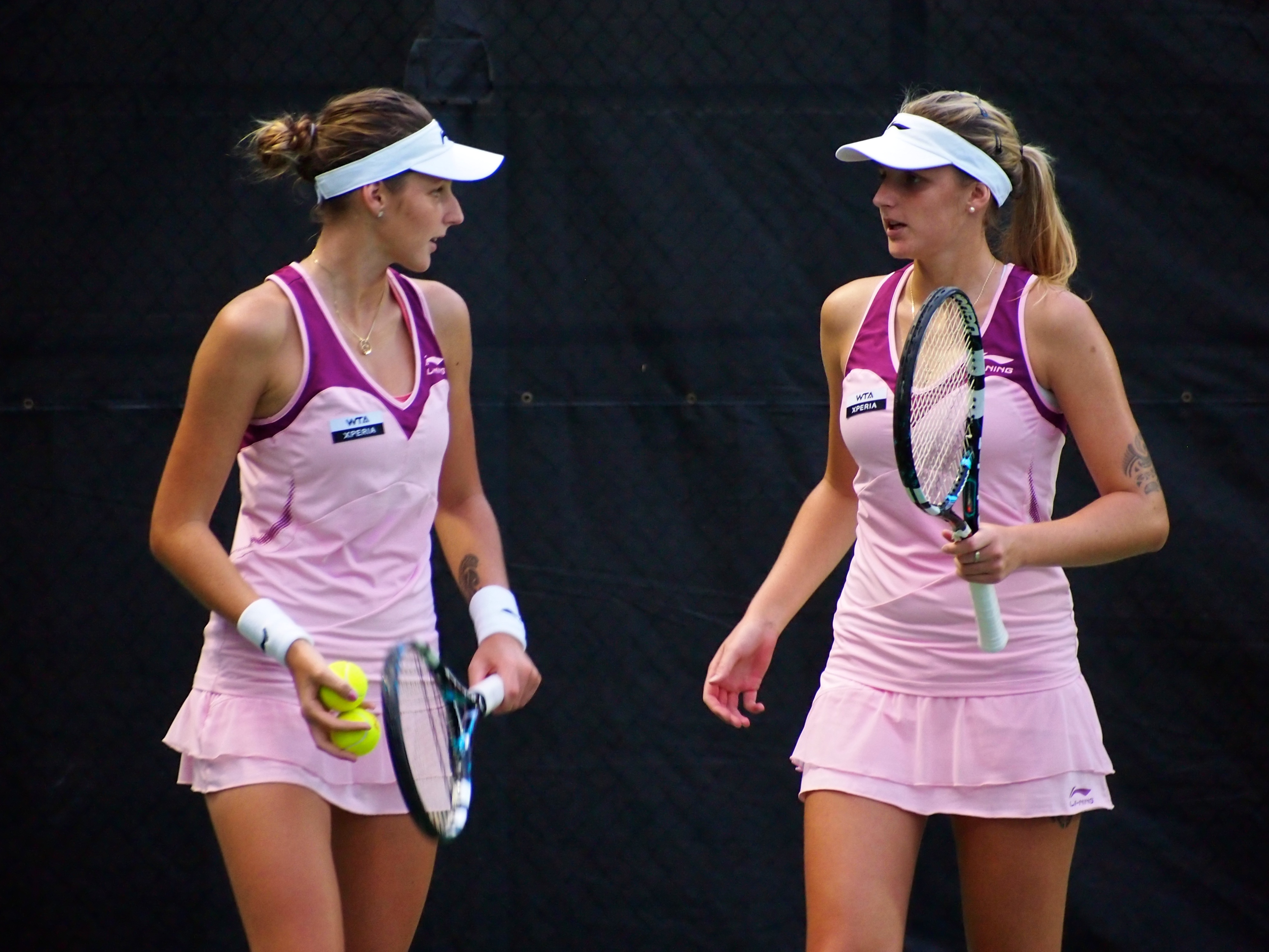
Les germanes bessones Plísková el 2012

Plísková va néixer a Louny (República Txeca), filla de Radek Plíšek i Martina Plísková, i té una germana bessona idèntica, Kristýna, qui és també jugadora de tennis, guanyadora júnior de Wimbledon 2010. Viu a Montecarlo i el seu entrenador actual és Jiří Furgonetaěk.

## Torneigs de Grand Slam

### Individual: 2 (0−2)
| Resultat  | Núm. | Any  | Torneig   | Oponent          | Marcador         |
| --------- | ---- | ---- | --------- | ---------------- | ---------------- |
| Finalista | 1.   | 2016 | US Open   | Angelique Kerber | 3−6, 6−4, 4−6    |
| Finalista | 2.   | 2021 | Wimbledon | Ashleigh Barty   | 3−6, 7−6(4), 3−6 |

## Carrera esportiva

### Inicis
Va començar a guanyar popularitat després de guanyar l'Open d'Austràlia 2010 en categoria júnior enfront Laura Robson. El primer torneig sènior que va disputar fou un Grand Slam a Roland Garros (2012). A la fase classificatòria havia derrotat Dia Evtimova, Tamaryn Hendler i Laura Robson, però llavors va perdre en la primera ronda amb la número 8 del món, Marion Bartoli.
Plísková començà l'any 2013, ja integrada en el circuit WTA, al torneig Brisbane caient en primera ronda davant Olga Pútxkova en primera ronda. Es va classificar en la fase preliminar del torneig de Sydney, però novament va perdre en primera ronda davant Sara Errani. Ja en aquest mateix any va guanyar el primer títol individual del seu palmarès a Kuala Lumpur davant Bethanie Mattek-Sands. A final de temporada també va guanyar el primer títol de dobles amb la seva germana Kristýna a Linz. Amb aquest títol van esdevenir la primera parella de bessones de la història en guanyar un títol de dobles de la WTA.

### 2014: Punt d'inflexió
Després d'arribar a segona ronda tant a Auckland com a l'Open d'Austràlia, va arribar a la seva segona final de la WTA a Pattaya, on va ser derrotada per Iekaterina Makàrova. A continuació, va arribar a la tercera ronda d'Indian Wells, als quarts de final de Monterrey i a les semifinals a Kuala Lumpur. Al maig, va arribar a la seva tercera final, en aquest cas a Nuremberg, perdent davant la segona cap de sèrie, Eugenie Bouchard, en tres sets. En aquest torneig les dues germanes Plísková van guanyar en dobles el seu segon títol de la WTA, en batre a Andreja Klepač i María Teresa Torró Flor.
Plísková va entrar al grup de les cinquanta millors tennistes. En el US Open va derrotar la número 9 del rànquing Ana Ivanović en segona ronda. En la part final de la temporada va encadenar dues finals en setmanes consecutives, primer a Hong Kong va cedir davant Sabine Lisicki mentre que a Seül va superar a Varvara Lepchenko, aconseguint així el segon títol individual de la seva carrera. El tercer títol el va guanyar a Linz enfront Camila Giorgi. Una nova escalada en el rànquing li permetre arribar al lloc 24 del rànquing individual i classificar-se pel Torneig de Campiones com a suplent. La lesió de Makàrova li va permetre disputar un únic partit en la fase de grups, en el qual va ser derrotada per Flavia Pennetta. Va finalitzar l'any havent disputat cinc finals individuals de les quals es va endur dos títols, mentre que en dobles va guanyar les tres finals que va disputar.

### Debut al Top 10 (2015−2016)

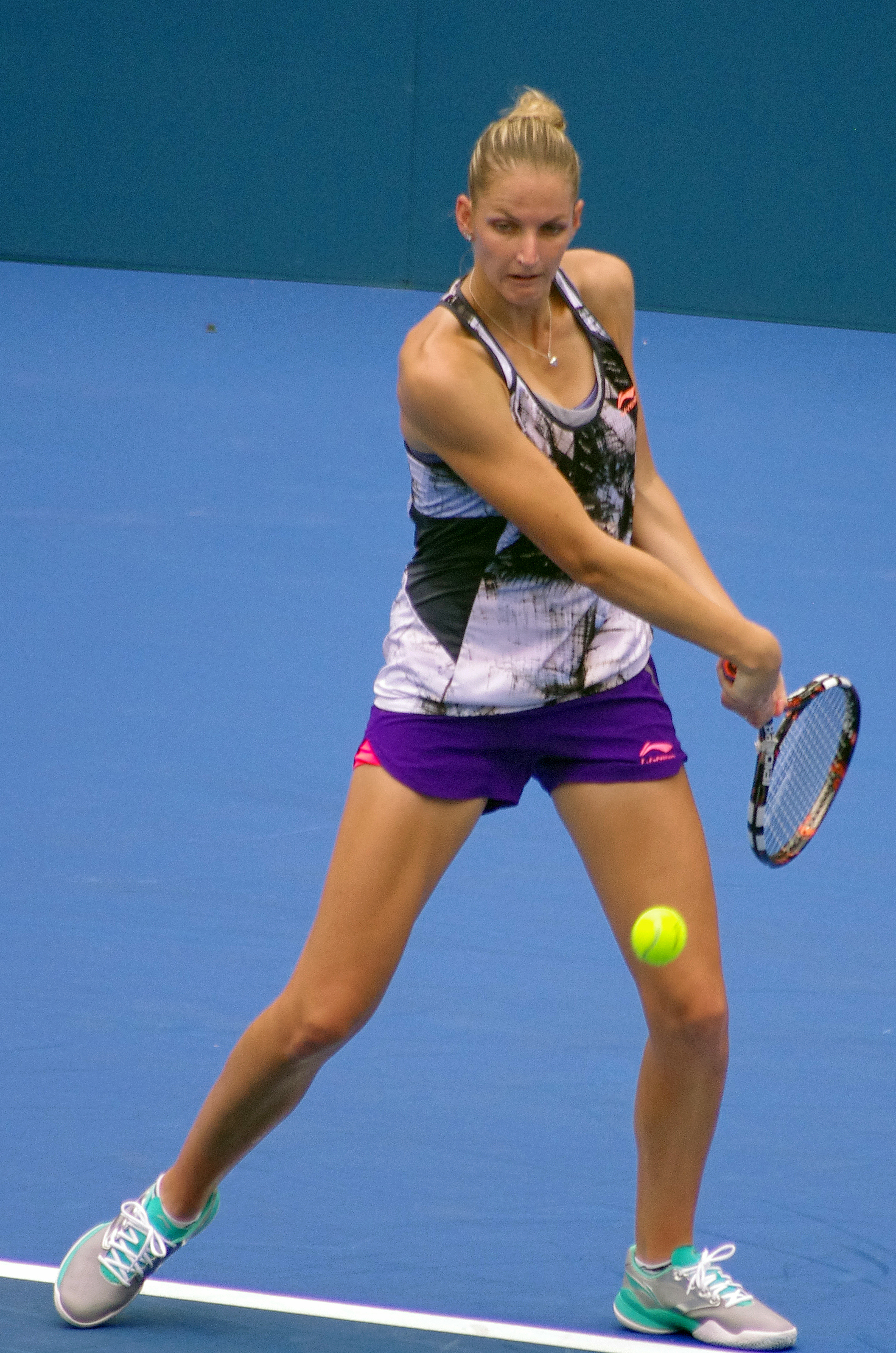
Plíšková a Sydney (2015).

Plísková va començar el seu any a Brisbane, on va vèncer a l'ex número 1 del món, i dues vegades campiona de Grand Slam, Viktória Azàrenka, en la primera ronda abans de perdre en la segona. Va arribar a la seva primera final a Sydney, guanyant Carla Suárez Navarro i Angelique Kerber abans de perdre amb la compatriota txeca Petra Kvitová en dos sets acabats en tiebreak. Tot plegat la va portar al top-20 per primer cop a la seva carrera. En el primer Grand Slam de l'any, l'Open d'Austràlia, Plísková va arribar a la tercera ronda, on va perdre davant la russa Makàrova. Va debutar en la Copa Federació al febrer a Quebec, guanyant tots dos partits individuals, contra Françoise Abanda i Gabriela Dabrowski, i contribuint a la victòria de l'equip txec sobre Canadà per 4–0. A continuació va arribar a semifinals d'Anvers, abans de perdre amb la finalista del torneig Carla Suárez Navarro. Després va jugar el torneig de Dubai on també fou finalista batent pel camí l'aleshores número 4 del món Ana Ivanovic, la seva compatriota Lucie Šafářová, i l'espanyola Garbiñe Muguruza, però cedint en la final contra Simona Halep. A Indian Wells es va repetir la victòria davant Muguruza i la derrota enfront Halep. A Miami va caure en quarts de final contra Andrea Petkovic. El primer títol de la temporada va arribar al seu país, en el torneig de Praga, on va superar la seva compatriota Lucie Hradecká en la final. Sobre terra batuda no va tenir gaire fortuna, ja que va caure prematurament a Madrid en segona ronda davant la francesa Caroline Garcia, i a Roma tot just en primera ronda amb Timea Bacsinszky. El mateix succeí al Roland Garros, on sent la cap de sèrie número 12 va ser derrotada en segona ronda per Andreea Mitu, provinent de la fase prèvia. Sobre gespa va tenir millors resultats, ja que es va plantar a la final de Birmingham però la va superar Kerber. En canvi, a Eastbourne va caure davant Agnieszka Radwańska en tercera ronda, i a Wimbledon tot just en segona en mans d'Irina Falconi. A Stanford va classificar-se per la final però novament va ser vençuda per Kerber. Malgrat aquest bon inici d'estiu, els resultats no van ser positius, ja que a Mont-real va caure en primera ronda davant Mirjana Lučić-Baroni, a Cincinnati en tercera davant Jelena Janković, i a New Haven va arribar a quarts de final fins a perdre contra Lesia Tsurenko. En el US Open, on era la vuitena cap de sèrie, va ser derrotada tot just en el primer partit per Anna Tatishvili. Llavors va classificar-se per quarts de finals de Tòquio i Wuhan sent superada per Radwańska i Roberta Vinci respectivament. A Pequín va perdre en primera ronda contra Sloane Stephens, mentre que va arribar a semifinals de Tianjin, superada novament per Radwańska (tercer cop aquesta temporada), i finalment va arribar a segona ronda de Moscou, vençuda per Anastasija Sevastova. El darrer torneig de l'any fou la inauguració del WTA Elite Trophy, on va classificar-se per la final però va ser derrotada per Venus Williams. Per acabar la temporada va disputar la final de la Copa Federació contra Rússia, on va perdre el primer partit contra Maria Xaràpova, va guanyar el segon davant Anastassia Pavliutxénkova, i finalment va guanyar el partit decisiu de dobles amb Barbora Strýcová, contra Pavliutxénkova i Ielena Vesninà. Aquest fou el seu primer títol de la Copa Federació, el quart en cinc anys pel seu país. Malgrat aconseguir uns resultats molt irregulars, un títol en sis finals disputades li van servir per escalar fins l'onzena posició del rànquing individual.

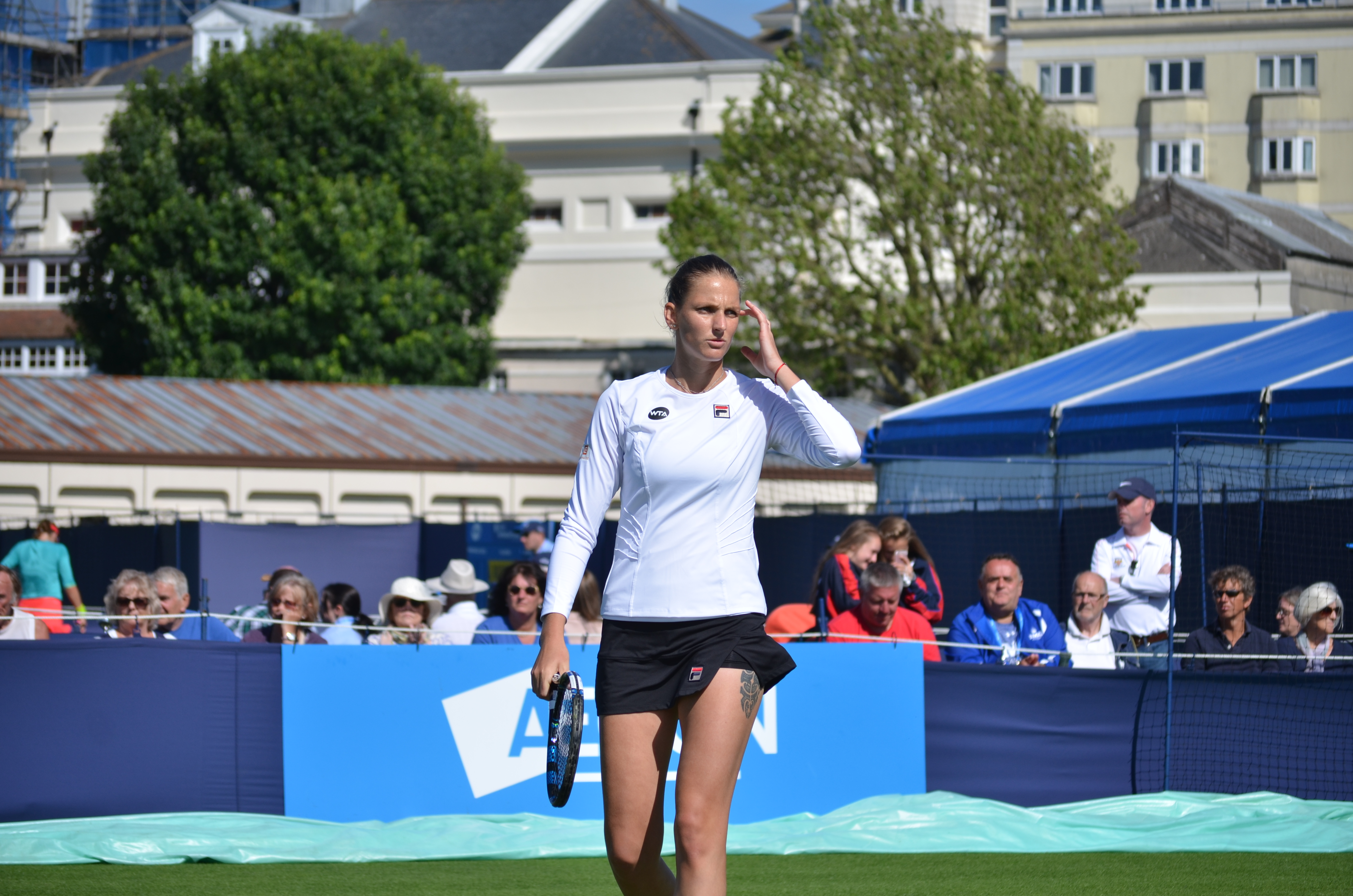
Pliskova a Easbourne (2016).

Va començar la temporada 2016 disputant la Copa Hopman en representació de la República Txeca juntament amb Jiří Veselý. A continuació va arribar a quarts de final de Sydney en perdre davant la número 2 del món Simona Halep. A l'Open d'Austràlia, Plísková va superar les dues primeres rondes però va cedir novament davant Makàrova com l'any anterior. Després d'aquest torneig va competir a la Copa Federació, guanyant els seus partits individuals davant Halep i Monica Niculescu, a la confrontació del seu país contra Romania. El seu següent torneig va ser el de Dubai on va ser derrotada per Coco Vandeweghe, i a Qatar va caure en primera ronda davant Margarita Gasparyan. A Indian Wells va avançar fins a les semifinals fins que la va vèncer la campiona del torneig, Azàrenka. Malgrat la seva bona campanya a Indian Wells, Plísková va perdre en segona ronda de Miami, davant Timea Babos, després d'haver evitat la primera ronda amb una nova exempció. Va obrir la seva temporada de terra batuda al Stuttgart caient en tercera ronda davant la cap de sèrie número 1, Radwańska. A continuació va anar a Praga cedint davant Šafářová en semifinals. A Madrid va perdre en segona ronda amb Madison Keys, i va caure en primera ronda de Roma contra Dària Kassàtkina. La seva temporada de terra batuda arribaria a un decebedor final al perdre davant la jugadora 108a del món, Shelby Rogers, en la primera ronda de Roland Garros. El primer títol de l'any va arribar a Nottingham després de guanyar Alison Riske en la final. A continuació va caure en primera ronda de Birmingham davant Strýcová però es va refer sent finalista a Eastbourne enfront Dominika Cibulková. A Wimbledon no va tenir gaire èxit i fou derrotada en segona ronda per Misaki Doi. A l'estiu va disputar el torneig de Mont-real sent vençuda per Halep en tercera ronda. A continuació es van celebrar els Jocs Olímpics de Rio de Janeiro però Pliskova hi va renunciar. Llavors va guanyar el seu primer títol de categoria Premier a Cincinnati davant Kerber, impedint-li que aconseguís el número 1 del rànquing individual per primera vegada, i alhora, permetent a Serena Williams seguir optant a superar el rècord de més setmanes consecutives al número 1 que tenia Steffi Graf. Al US Open va seguir amb molt bones sensacions i finalment va superar els setzens de final d'un Grand Slam, i no només això, sinó que va classificar-se per la final després de derrotar Williams. En la final, Kerber es va venjar de la derrota a Cincinnati malgrat disposar d'opcions de victòria, i finalment va aconseguir encapçalar el rànquing individual. En els darrers torneigs de la temporada no va tenir bons resultats, ja que fou eliminada en primera ronda de Tòquio per Aliaksandra Sasnovich, en tercera a Wuhan per Cibulková, i en tercera a Pequín per Johanna Konta. Es va classificar per primer cop per les WTA Finals. Va guanyar el primer partit enfront Muguruza però va cedir davant Radwańska i Kuznetsova, que li van impedir avançar a semifinals. Va tancar disputant la final de la Copa Federació per segon any consecutiu, i novament es van endur el títol davant l'equip francès. Amb aquest títol, l'equip txec va encadenar tres títols consecutius. En el primer partit va superar a Kristina Mladenovic després de disputar el partit més llarg en nombre de jocs en una final d'aquesta competició (14-12 en el tercer set), mentre que en el segon fou derrotada per Garcia. Llavors va disputar el partit definitiu de dobles fent parella amb Strýcová, que van aconseguir superar la parella francesa formada per Mladenovic i Garcia. Malgrat la gran campanya realitzada, Pliskova va optar per substituir Jiří Vaněk per David Kotyza com a entrenador, de fet, es van intercanviar els entrenadors amb Petra Kvitova.

### Número 1 individual (2017)

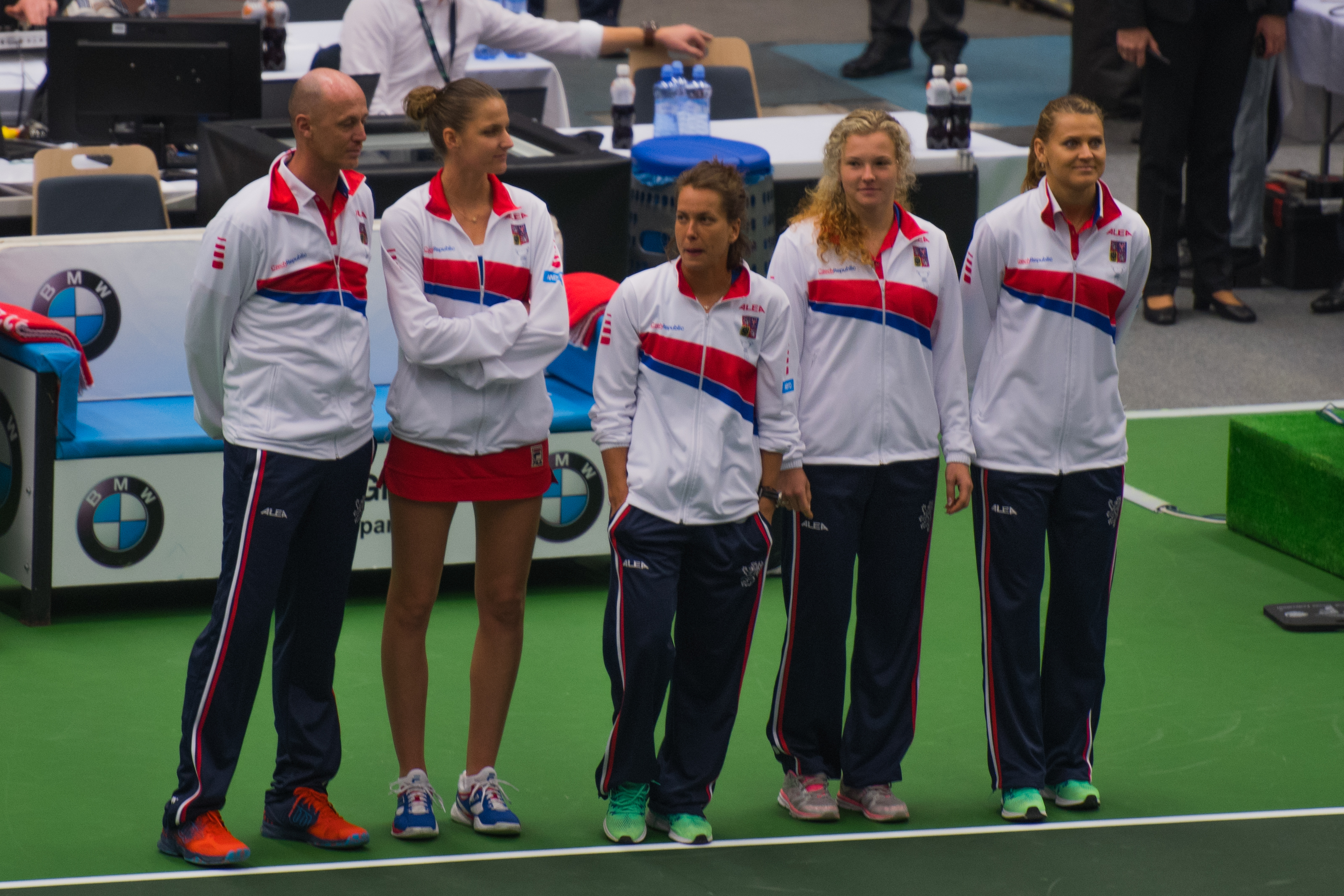
Equip txec de la Copa Federació format per Pála, Pliskova, Strýcová, Siniaková i Šafářová (2017).

Plíšková va començar la temporada 2017 amb molt bon peu imposant-se en la final de Brisbane a Alizé Cornet. A l'Open d'Austràlia va avançar fins als quarts de final però va ser vençuda per Mirjana Lučić-Baroni, suficient per ascendir fins al tercer lloc del rànquing individual. Llavors va disputar l'eliminatòria de primera ronda de la Copa Federació contra l'equip espanyol amb dues victòries individuals. El següent torneig fou a Doha, on va avançar la finals després de diverses suspensions i retards a causa de la pluja. En semifinals va superar a Cibulková en tres sets després d'establir la seva millor marca de serveis directes amb 21. En la final va derrotar a Wozniacki per aconseguir el segon títol de l'any. Per contra, a Dubai fou eliminada tot just en segona ronda per Mladenovic. En els torneigs d'Indian Wells i Miami va aconseguir un gran resultat sent semifinalista en ambdós, fou eliminada per Kuznetsova i Wozniacki. Va començar els torneigs sobre terra batuda a Stuttgart arribant a quarts de final a causa d'una derrota davant Siegemund, i llavor va caure prematurament a Praga enfront Giorgi. A Roma va perdre en quarts de final davant Elina Svitolina. Al Roland Garros va aconseguir un gran resultat arribant a semifinals fins a ser derrotada per Halep en un enfrontament de dues pretendents del número 1 del rànquing. A l'inici de Wimbledon era una de les favorites per endur-se el títol però una derrota prematura en segona ronda davant Magdaléna Rybáriková la va apartar de l'èxit. Tanmateix, els punts acumulats li van permetre conquerir el número 1 del rànquing individual després del torneig i esdevenir la sisena tennista en aconseguir aquesta fita sense guanyar un títol de Grand Slam. També va esdevenir la primera tennista txeca en aconseguir-ho, ja que la txecoslovaca de naixement Martina Navrátilová va aconseguir el número 1 representant els Estats Units. A l'estiu va realitzar molt bons resultats sent quartfinalista a Toronto i semifinalista a Cincinnati, derrotada per Wozniacki i Muguruza respectivament. En el US Open també va arribar als quarts de final en caure davant Vandeweghe, però Muguruza la va substituir al capdamunt del rànquing. Es va mantenir en aquesta línia en els torneigs posteriors, a Tòquio la va vèncer Kerber i a Wuhan Ashleigh Barty en quarts de finals, mentre que a Pequín va caure en tercera ronda enfront Sorana Cîrstea. Per tancar la temporada va disputar les WTA Finals amb opcions de recuperar el número 1. En la fase inicial va derrotar Venus Williams i Muguruza, i va perdre l'intranscendent contra Jeļena Ostapenko, classificant-se per primera vegada per les semifinals d'aquest torneig, però va ser superada per Wozniacki. Va acabar l'any en el quart lloc d'un rànquing individual molt ajustat, havent guanyat tres títols de categoria Premier.

## Palmarès

### Individual: 34 (17−17)
| 2009 − 2020                                          | Després de 2021 |
| ---------------------------------------------------- | --------------- |
| Grand Slam (0−2)                                     |                 |
| WTA Finals (0−0)                                     |                 |
| WTA Tournament of Champions / WTA Elite Trophy (0−1) |                 |
| Premier Mandatory (0−1)                              | WTA 1000 (0−2)  |
| Premier 5 (2−2)                                      | WTA 1000 (0−2)  |
| Premier (9−4)                                        | WTA 500 (0−0)   |
| International (5−4)                                  | WTA 250 (1−1)   |

| Títols per superfície |
| --------------------- |
| Dura (11−10)          |
| Gespa (3−4)           |
| Terra batuda (3−3)    |

| Resultat   | Núm. | Data                   | Torneig                        | Superfície   | Oponent               | Marcador            |
| ---------- | ---- | ---------------------- | ------------------------------ | ------------ | --------------------- | ------------------- |
| Guanyadora | 1.   | 3 de març de 2013      | Kuala Lumpur, Malàisia         | Dura         | Bethanie Mattek-Sands | 1−6, 7−5, 6−3       |
| Finalista  | 1.   | 2 de febrer de 2014    | Pattaya, Tailàndia             | Dura         | Iekaterina Makàrova   | 3−6, 6−7(7)         |
| Finalista  | 2.   | 24 de maig de 2014     | Nuremberg, Alemanya            | Terra batuda | Eugenie Bouchard      | 2−6, 6−4, 3−6       |
| Finalista  | 3.   | 14 de setembre de 2014 | Hong Kong, Hong Kong           | Dura         | Sabine Lisicki        | 5−7, 3−6            |
| Guanyadora | 2.   | 21 de setembre de 2014 | Seül, Corea del Sud            | Dura         | Varvara Lepchenko     | 6−3, 6−7(5), 6−2    |
| Guanyadora | 3.   | 12 d'octubre de 2014   | Linz, Àustria                  | Dura (i)     | Camila Giorgi         | 6−7(4), 6−3, 7−6(4) |
| Finalista  | 4.   | 15 de gener de 2015    | Sydney, Austràlia              | Dura         | Petra Kvitová         | 6−7(5), 6−7(6)      |
| Finalista  | 5.   | 21 de febrer de 2015   | Dubai, Emirats Àrabs Units     | Dura         | Simona Halep          | 4−6, 6−7(4)         |
| Guanyadora | 4.   | 2 de maig de 2015      | Praga, República Txeca         | Terra batuda | Lucie Hradecká        | 4−6, 7−5, 6−3       |
| Finalista  | 6.   | 21 de juny de 2015     | Birmingham, Regne Unit         | Gespa        | Angelique Kerber      | 7−6(5), 3−6, 6−7(4) |
| Finalista  | 7.   | 9 d'agost de 2015      | Stanford, Estats Units         | Dura         | Angelique Kerber      | 3−6, 7−5, 4−6       |
| Finalista  | 8.   | 8 de novembre de 2015  | WTA Elite Trophy, Zhuhai, Xina | Dura (i)     | Venus Williams        | 5−7, 6−7(6)         |
| Guanyadora | 5.   | 12 de juny de 2016     | Nottingham, Regne Unit         | Gespa        | Alison Riske          | 7−6(8), 7−5         |
| Finalista  | 9.   | 25 de juny de 2016     | Eastbourne, Regne Unit         | Gespa        | Dominika Cibulková    | 5−7, 3−6            |
| Guanyadora | 6.   | 21 d'agost de 2016     | Cincinnati, Estats Units       | Dura         | Angelique Kerber      | 6−3, 6−1            |
| Finalista  | 10.  | 10 de setembre de 2016 | US Open, Estats Units          | Dura         | Angelique Kerber      | 3−6, 6−4, 4−6       |
| Guanyadora | 7.   | 8 de gener de 2017     | Brisbane, Austràlia            | Dura         | Alizé Cornet          | 6−0, 6−3            |
| Guanyadora | 8.   | 18 de febrer de 2017   | Doha, Qatar                    | Dura         | Caroline Wozniacki    | 6−3, 6−4            |
| Guanyadora | 9.   | 1 de juliol de 2017    | Eastbourne                     | Gespa        | Caroline Wozniacki    | 6−4, 6−4            |
| Guanyadora | 10.  | 29 d'abril de 2018     | Stuttgart, Alemanya            | Terra batuda | CoCo Vandeweghe       | 7−6(2), 6−4         |
| Guanyadora | 11.  | 23 de setembre de 2018 | Tòquio, Japó                   | Dura (i)     | Naomi Osaka           | 6−4, 6−4            |
| Finalista  | 11.  | 14 d'octubre de 2018   | Tientsin, Xina                 | Dura         | Caroline Garcia       | 6−7(7), 3−6         |
| Guanyadora | 12.  | 6 de gener de 2019     | Brisbane (2)                   | Dura         | Lesia Tsurenko        | 4−6, 7−5, 6−2       |
| Finalista  | 12.  | 30 de març de 2019     | Miami, Estats Units            | Dura         | Ashleigh Barty        | 6−7(1), 3−6         |
| Guanyadora | 13.  | 19 de maig de 2019     | Roma, Itàlia                   | Terra batuda | Johanna Konta         | 6−3, 6−4            |
| Guanyadora | 14.  | 30 de juny de 2019     | Eastbourne (2)                 | Gespa        | Angelique Kerber      | 6−1, 6−4            |
| Guanyadora | 15.  | 15 de setembre de 2019 | Zhengzhou, Xina                | Dura         | Petra Martić          | 6−3, 6−2            |
| Guanyadora | 16.  | 12 de gener de 2020    | Brisbane (3)                   | Dura         | Madison Keys          | 6−4, 4−6, 7−5       |
| Finalista  | 13.  | 21 de setembre de 2020 | Roma                           | Terra batuda | Simona Halep          | 0−6, 1−2, retirada  |
| Finalista  | 14.  | 16 de maig de 2021     | Roma (2)                       | Terra batuda | Iga Świątek           | 0−6, 0−6            |
| Finalista  | 15.  | 11 de juliol de 2021   | Wimbledon, Regne Unit          | Gespa        | Ashleigh Barty        | 3−6, 7−6(4), 3−6    |
| Finalista  | 16.  | 15 d'agost de 2021     | Mont-real, Canadà              | Dura         | Camila Giorgi         | 3−6, 5−7            |
| Guanyadora | 17.  | 11 de febrer de 2024   | Cluj-Napoca, Romania           | Dura (i)     | Ana Bogdan            | 6−4, 6−3            |
| Finalista  | 17.  | 17 de juny de 2024     | Nottingham                     | Gespa        | Katie Boulter         | 6−4, 3−6, 2−6       |

#### Períodes com a número 1
| Núm. | Precedida per    | Dates                   | Succeïda per     | Setmanes | Acumulat |
| ---- | ---------------- | ----------------------- | ---------------- | -------- | -------- |
| 1.   | Angelique Kerber | 17/07/2017 − 10/09/2017 | Garbiñe Muguruza | 8        | 8        |

### Dobles femenins: 7 (5−2)
| Llegenda                                  |
| ----------------------------------------- |
| Grand Slam (0−0)                          |
| WTA Tour Championships / WTA Finals (0−0) |
| Premier Mandatory (0−1)                   |
| Premier 5 (0−0)                           |
| Premier (1−0)                             |
| International (4−1)                       |

| Títols per superfície |
| --------------------- |
| Dura (2−1)            |
| Gespa (1−0)           |
| Terra batuda (2−1)    |

| Resultat   | Núm. | Data                   | Torneig                    | Superfície   | Parella            | Oponents                            | Marcador          |
| ---------- | ---- | ---------------------- | -------------------------- | ------------ | ------------------ | ----------------------------------- | ----------------- |
| Finalista  | 1.   | 14 de juliol de 2013   | Palerm, Itàlia             | Terra batuda | Kristýna Plíšková  | Kristina Mladenovic Katarzyna Piter | 1−6, 7−5, [8−10]  |
| Guanyadora | 1.   | 13 d'octubre de 2013   | Linz, Àustria              | Dura (i)     | Kristýna Plíšková  | Gabriela Dabrowski Alicja Rosolska  | 7−6(6), 6−4       |
| Guanyadora | 2.   | 24 de maig de 2014     | Nuremberg, Alemanya        | Terra batuda | Michaëlla Krajicek | Raluca Olaru Shahar Pe'er           | 6−0, 4−6, [10−6]  |
| Guanyadora | 3.   | 13 de juliol de 2014   | Bad Gastein, Àustria       | Terra batuda | Kristýna Plíšková  | Andreja Klepac M.T. Torró Flor      | 4−6, 6−3, [10−6]  |
| Guanyadora | 4.   | 14 de setembre de 2014 | Hong Kong, Hong Kong       | Dura         | Kristýna Plíšková  | P. Mayr-Achleitner Arina Rodionova  | 6−2, 2−6, [12−10] |
| Finalista  | 2.   | 19 de març de 2016     | Indian Wells, Estats Units | Dura         | Julia Görges       | B. Mattek-Sands Coco Vandeweghe     | 6−4, 4−6, [6−10]  |
| Guanyadora | 5.   | 19 de juny de 2016     | Birmingham, Regne Unit     | Gespa        | Barbora Strýcová   | Vania King Alla Kudryavtseva        | 6−3, 7−6(1)       |

### Equips: 2 (2−0)
| Resultat   | Núm. | Data                      | Torneig                                | Superfície | Equip                                         | Oponents                                                            | Marcador |
| ---------- | ---- | ------------------------- | -------------------------------------- | ---------- | --------------------------------------------- | ------------------------------------------------------------------- | -------- |
| Guanyadora | 1.   | 14−15 de novembre de 2015 | Copa Federació, Praga, República Txeca | Dura (i)   | Petra Kvitová Lucie Šafářová Barbora Strýcová | Iekaterina Makàrova A. Pavliutxénkova Ielena Vesninà Maria Xaràpova | 3−2      |
| Guanyadora | 2.   | 12−13 de novembre de 2016 | Copa Federació, Estrasburg, França     | Dura (i)   | Petra Kvitová Lucie Hradecká Barbora Strýcová | Alizé Cornet Caroline Garcia Kristina Mladenovic Pauline Parmentier | 3−2      |

### Circuit ITF

#### Individual: 16 (10–6)
| Circuit ITF             |
| ----------------------- |
| Torneigs 100.000$ (0−0) |
| Torneigs 75.000$ (0–1)  |
| Torneigs 50.000$ (2–1)  |
| Torneigs 25.000$ (7–4)  |
| Torneigs 15.000$ (0−0)  |
| Torneigs 10.000$ (1–0)  |

| Títols per superfície |
| --------------------- |
| Dura (3–2)            |
| Gespa (0–1)           |
| Terra batuda (3–3)    |
| Moqueta (4–0)         |

| Resultat   | Núm. | Data                   | Torneig                   | Superfície   | Oponent           | Marcador            |
| ---------- | ---- | ---------------------- | ------------------------- | ------------ | ----------------- | ------------------- |
| Guanyadora | 1.   | 14 d'abril de 2008     | Bol, Croàcia              | Terra batuda | Florence Haring   | 6−4, 7−5            |
| Guanyadora | 2.   | 25 de maig de 2009     | Grado, Itàlia             | Terra batuda | Julia Schruff     | 7−6(2), 7−5         |
| Guanyadora | 3.   | 7 de setembre de 2009  | Noto, Japó                | Moqueta      | Shiho Hisamatsu   | 3−6, 7−6(2), 7−6(9) |
| Guanyadora | 4.   | 26 d'abril de 2010     | Gifu, Japó                | Terra batuda | Sun Shengnan      | 6−3, 3−6, 6−3       |
| Finalista  | 1.   | 10 de maig de 2010     | Kurume, Japó              | Terra batuda | Kristýna Plíšková | 7−5, 2−6, 0−6       |
| Guanyadora | 5.   | 18 d'octubre de 2010   | Glasgow, Regne Unit       | Dura (i)     | Eirini Georgatou  | 3−6, 6−0, 6−3       |
| Finalista  | 2.   | 30 de maig de 2011     | Přerov, República Txeca   | Terra batuda | Réka-Luca Jani    | 0−6, 3−6            |
| Finalista  | 3.   | 11 de juliol de 2011   | Darmstadt, Alemanya       | Terra batuda | Mandy Minella     | 6−7(5), 2−6         |
| Guanyadora | 6.   | 17 d'octubre de 2011   | Makinohara, Japó          | Moqueta      | Erika Sema        | 6−7(5), 6−2, 6−0    |
| Guanyadora | 7.   | 24 d'0ctubre de 2011   | Hamanako, Japó            | Moqueta      | Junri Namigata    | 6−2, 7−6(4)         |
| Finalista  | 4.   | 14 de novembre de 2011 | Bratislava, Eslovàquia    | Dura (i)     | Lesia Tsurenko    | 5−7, 3−6            |
| Finalista  | 5.   | 28 de novembre de 2011 | Vendryně, República Txeca | Dura (i)     | Amra Sadikovic    | 7−5, 1−6, 6−7(5)    |
| Guanyadora | 8.   | 30 de gener de 2012    | Grenoble, França          | Dura (i)     | Kristýna Plíšková | 7−6(11), 7−6(6)     |
| Guanyadora | 9.   | 12 de novembre de 2012 | Zawada, Polònia           | Moqueta (i)  | Ana Vrljic        | 6−3, 6−2            |
| Finalista  | 6.   | 3 de juny de 2013      | Nottingham, Regne Unit    | Gespa        | Petra Martić      | 3−6, 3−6            |
| Guanyadora | 10.  | 9 de setembre de 2013  | Sanya, Xina               | Dura         | Zheng Saisai      | 6−3, 6−4            |

#### Dobles femenins: 12 (6–6)
| Circuit ITF             |
| ----------------------- |
| Torneigs 100.000$ (1–1) |
| Torneigs 75.000$ (0–2)  |
| Torneigs 50.000$ (0–1)  |
| Torneigs 25.000$ (5–2)  |
| Torneigs 15.000$ (0−0)  |
| Torneigs 10.000$ (0−0)  |

| Títols per superfície |
| --------------------- |
| Dura (4–4)            |
| Gespa (0−0)           |
| Terra batuda (1–2)    |
| Moqueta (1–0)         |

| Resultat   | Núm. | Data                   | Torneig                     | Superfície   | Parella             | Oponents                             | Marcador             |
| ---------- | ---- | ---------------------- | --------------------------- | ------------ | ------------------- | ------------------------------------ | -------------------- |
| Finalista  | 1.   | 10 de maig de 2010     | Kurume, Japó                | Terra batuda | Kristýna Plíšková   | Sun Shengnan Xu Yifan                | 0−6, 3−6             |
| Guanyadora | 1.   | 13 de febrer de 2011   | Rancho Mirage, Estats Units | Dura         | Kristýna Plíšková   | Nadejda Guskova Sandra Zaniewska     | 6−7(6), 6−1, 6−4     |
| Guanyadora | 2.   | 30 de maig de 2011     | Prerov, República Txeca     | Terra batuda | Katerina Kramperová | Liudmila Kitxenok Nadia Kitxenok     | 6−3, 6−4             |
| Finalista  | 2.   | 11 de juliol de 2011   | Darmstadt, Alemanya         | Terra batuda | Hana Birnerová      | Natela Dzalamidze Anna Zaja          | 5−7, 6−2, [6−10]     |
| Guanyadora | 3.   | 1 d'agost de 2011      | Vancouver, Canadà           | Dura         | Kristýna Plíšková   | Jamie Hampton N. Lertcheewakarn      | 5−7, 6−2, 6−4        |
| Finalista  | 3.   | 6 de novembre de 2011  | Taipei, Taiwan              | Dura (i)     | Kristýna Plíšková   | Chan Yung-jan Zheng Jie              | 6−7(5), 7−5, 3−6     |
| Finalista  | 4.   | 20 de novembre de 2011 | Bratislava, Eslovàquia      | Dura (i)     | Kristýna Plíšková   | Naomi Broady Kristina Mladenovic     | 7−5, 4−6, [2−10]     |
| Guanyadora | 4.   | 23 de gener de 2012    | Andrézieux-Bouthéon, França | Dura (i)     | Kristýna Plíšková   | Julie Coin Eva Hrdinová              | 6−4, 4−6, [10−5]     |
| Guanyadora | 5.   | 30 de gener de 2012    | Grenoble, França            | Dura (i)     | Kristýna Plíšková   | Valentina Ivakhnenko Marina Zanevska | 6−1, 6−3             |
| Finalista  | 5.   | 17 de setembre de 2012 | Shrewsbury, Regne Unit      | Dura (i)     | Kristýna Plíšková   | Vesna Dolonc Stefanie Vögele         | 1−6, 7−6(3), [13−15] |
| Guanyadora | 6.   | 12 de novembre de 2012 | Zawada, Polònia             | Moqueta (i)  | Kristýna Plíšková   | Kristina Barrois Sandra Klemenschits | 6−3, 6−1             |
| Finalista  | 6.   | 26 de novembre de 2012 | Dubai, Emirats Àrabs Units  | Dura         | Eva Hrdinová        | Maria Elena Camerin Vera Dushevina   | 5−7, 3−6             |

## Trajectòria

### Individual
| Torneig | 2009        | 2010        | 2011        | 2012        | 2013        | 2014        | 2015        | 2016  | 2017        | 2018        | 2019        | 2020        | 2021        | 2022        | 2023 | 2024 | Títols    | V–D       |
| --- | ----------- | ----------- | ----------- | ----------- | ----------- | ----------- | ----------- | ----- | ----------- | ----------- | ----------- | ----------- | ----------- | ----------- | ---- | ---- | --------- | --------- |
| Grand Slam |             |             |             |             |             |             |             |       |             |             |             |             |             |             |      |      |           |           |
| Open d'Austràlia | A           | A           | Q1          | Q1          | 1R          | 2R          | 3R          | 3R    | QF          | QF          | SF          | 3R          | 3R          | A           | QF   | 1R   | 0 / 11    | 26 – 11   |
| Roland Garros | A           | A           | Q2          | 1R          | 1R          | 2R          | 2R          | 1R    | SF          | 3R          | 3R          | 2R          | 2R          | 2R          | 1R   | 1R   | 0 / 13    | 14 – 13   |
| Wimbledon | A           | Q1          | A           | 1R          | 2R          | 2R          | 2R          | 2R    | 2R          | 4R          | 4R          | NC          | F           | 2R          | 1R   |      | 0 / 11    | 18 – 11   |
| US Open | A           | Q1          | Q1          | Q2          | 1R          | 3R          | 1R          | F     | QF          | QF          | 4R          | 2R          | QF          | QF          | 2R   |      | 0 / 11    | 29 – 11   |
| Victòries−Derrotes | 0−0         | 0−0         | 0−0         | 0−2         | 1−4         | 5−4         | 4−4         | 9−4   | 14−4        | 13−4        | 13−4        | 4−3         | 13−4        | 6−3         |      |      | 0 / 41    | 86 – 41   |
| Altres |             |             |             |             |             |             |             |       |             |             |             |             |             |             |      |      |           |           |
| Jocs Olímpics | No celebrat | No celebrat | No celebrat | A           | No celebrat | No celebrat | No celebrat | A     | No celebrat | No celebrat | No celebrat | No celebrat | 3R          | NC          | NC   |      | 0 / 1     | 2 – 1     |
| WTA Finals | Absent      | Absent      | Absent      | Absent      | Absent      | Absent      | Absent      | RR    | SF          | SF          | SF          | NC          | RR          | A           | A    |      | 0 / 5     | 9 – 9     |
| WTA Elite Trophy | No celebrat | No celebrat | No celebrat | No celebrat | No celebrat | No celebrat | F           | A     | A           | A           | A           | No celebrat | No celebrat | No celebrat | A    |      | 0 / 1     | 3 – 1     |
| Estadístiques |             |             |             |             |             |             |             |       |             |             |             |             |             |             |      |      |           |           |
| Torneigs | 1           | 1           | 3           | 6           | 16          | 26          | 26          | 22    | 20          | 23          | 19          | 9           | 18          | 19          |      |      | 212       | 212       |
| Finals | 0           | 0           | 0           | 0           | 1           | 5           | 6           | 4     | 3           | 3           | 5           | 2           | 3           | 0           |      |      | 32        | 32        |
| Títols | 0           | 0           | 0           | 0           | 1           | 2           | 1           | 2     | 3           | 2           | 4           | 1           | 0           | 0           |      |      | 16        | 16        |
| Total Victòries−Derrotes | 0−1         | 0−1         | 0−3         | 1−6         | 11−15       | 44−24       | 53−26       | 44−23 | 53−18       | 49−23       | 52−17       | 14−8        | 37−19       |             |      |      | 385 – 212 | 385 – 212 |
| Rànquing a final d'any | 228         | 203         | 159         | 110         | 67          | 24          | 11          | 6     | 4           | 8           | 2           | 6           | 4           | 32          |      |      |           |           |
| Llegenda: G: Guanyadora; F: Finalista; SF: Semifinalista; QF: Quarts de final; Q: Qualificació; A: Absent; RR: Round Robin; |             |             |             |             |             |             |             |       |             |             |             |             |             |             |      |      |           |           |

### Dobles femenins
| Open d'Austràlia | A   | A           | 1R          | 1R          | SF | 1R          | A           | A           | A           | A   | A   | A  | 0 / 4 | 4 – 4 |
| Roland Garros | A   | 1R          | 1R          | 2R          | 3R | A           | A           | A           | A           | QF  | A   | A  | 0 / 5 | 6 – 5 |
| Wimbledon | Q2  | 1R          | 1R          | 1R          | SF | A           | A           | A           | A           | A   | A   | A  | 0 / 4 | 4 – 4 |
| US Open | 1R  | 1R          | 1R          | 1R          | 3R | A           | A           | A           | A           | A   | A   | 3R | 0 / 6 | 4 – 6 |
| Jocs Olímpics | A   | No celebrat | No celebrat | No celebrat | A  | No celebrat | No celebrat | No celebrat | No celebrat | 2R  | NC  | NC | 0 / 1 | 1 – 1 |
| Rànquing a final d'any | 102 | 77          | 46          | 46          | 11 | 414         | 208         | 96          | 86          | 124 | 329 |    |       |       |
| Llegenda: G: Guanyadora; F: Finalista; SF: Semifinalista; QF: Quarts de final; Q: Qualificació; A: Absent; RR: Round Robin; |     |             |             |             |    |             |             |             |             |     |     |    |       |       |

## Finals junior de Grand Slam

### Individuals: 1 (1−0)
| Resultat   | Any  | Torneig         | Superfície | Oponent      | Puntuació   |
| ---------- | ---- | --------------- | ---------- | ------------ | ----------- |
| Guanyadora | 2010 | Australian Open | Dura       | Laura Robson | 6–1, 7–6(5) |